# Acronicta aurantior
Acronicta aurantior är en fjärilsart som beskrevs av Embrik Strand 1921. Acronicta aurantior ingår i släktet Acronicta och familjen nattflyn. Inga underarter finns listade i Catalogue of Life.